# Giro de Lombardía 1959
El Giro de Lombardía 1959, la 53.ª edición de esta clásica ciclista, se disputó el 18 de octubre de 1959, con un recorrido de 240 km con salida y llegada a Milán. El vencedor final fue el belga Rik Van Looy, que se impuso al esprint. El también belga Willy Vannitsen y el español Miguel Poblet fueron segundo y tercero respectivamente. 

## Desarrollo de la carrera
En el kilómetro 40 se forma una fuga con Arnaldo Pambianco, Henry Anglade, Jean Graczyk, Louis Bisilliat, Gérard Saint, Tom Simpson, Giuseppe Fallarini y Edgard Sorgeloos. En el km. 80 tienen un minuto de ventaja que aumentan hasta los 2' 45" en Comerio (km. 200).
Se inicia la subida en la Ghisallo aún con los fugados como cabeza de carrera aunque no está Tom Simpson que se ha desolgado por una averia. El británico será absorbido pro le pelotónde donde saltan Waldemaro Bartolozzi y Nino Defilippis. Los italianos consiguen 20" sobre el pelotón. En la cima las diferencias son mínimas y se produce un agrupamiento general en el descenso. 
Hasta la meta, los corredores belgas imponen un ritmo que hace imposible las fugas y la competición se decide en un esprint masivo en el velódromo Vigorelli. André Darrigade es el primero en demarrar pero es superado por Miguel Poblet. El español se queda sin fuerzas y es sobrepasado por Rik van Looy que es finalmente quien cruza primero la línea de llegada.

## Clasificación final
| Posición | Ciclista           | Equipo               | Tiempo   |
| -------- | ------------------ | -------------------- | -------- |
| 1        | Rik Van Looy       | Flandria             | 5h52'05" |
| 2        | Willy Vannitsen    | Ghigi                | s.t.     |
| 3        | Miguel Poblet      | Peña Solera-Cacaolat | s.t.     |
| 4        | Alessandro Fantini | Atala-Pirelli        | s.t.     |
| 5        | Federico Galeaz    | Torpado              | s.t.     |
| 6        | André Darrigade    | Helyett              | s.t.     |
| 7        | Dino Bruni         | Ignis                | s.t.     |
| 8        | Oreste Magni       | Emi                  | s.t.     |
| 9        | Rino Benedetti     | Ghigi                | s.t.     |
| 10       | Walter Martin      | Torpado              | s.t.     |